# Philipp Christoph Kayser
Philipp Christoph Kayser (ur. 10 marca 1755 we Frankfurcie nad Menem, zm. 24 grudnia 1823 w Obrestrass) – niemiecki kompozytor.

## Życiorys
Muzyki uczył się u ojca, Johanna Matthäusa Kaysera, oraz u Georga Andreasa Sorgego. Początkowo działał jako nauczyciel we Frankfurcie nad Menem, w 1775 roku wyjechał do Zurychu. W 1774 roku poznał Johanna Wolfganga von Goethego, z którym połączyła go wieloletnia przyjaźń. Od 1779 roku był muzycznym doradcą poety, w 1781 roku spędził u niego kilka miesięcy w Weimarze, a w 1787 roku towarzyszył mu w podróży do Rzymu. Skomponował 71 pieśni do prywatnego śpiewnika Goethego (1778–1779), pisał też muzykę do jego singspielu Scherz, List und Rache (1785–1786) i dramatu Egmont (ok. 1786–1788). Goethe oceniał jednak próby kompozytorskie Kaysera dosyć nisko i ostatecznie nie doszło do finalizacji żadnego z ich wspólnych projektów, co w końcu doprowadziło do zerwania. W 1789 roku Kayser wrócił do Zurychu i zaprzestał komponowania.
Najważniejszą częścią dorobku kompozytorskiego Kaysera są pieśni do tekstów głównie Goethego, których napisał ponad 100. Mają one przeważnie formę zwrotkową z licznymi wstawkami instrumentalnymi, z prostymi melodiami i oszczędną instrumentacją.